# Isophyllaria fuegiana
Isophyllaria fuegiana là một loài rêu tản trong họ Pseudolepicoleaceae. Loài này được (Hässel de Menéndez) R.M. Schust. mô tả khoa học lần đầu tiên năm 2000.